# Rudnyj
Rudnyj (kaz. i ros. Рудный) – miasto w północnej części Kazachstanu, w obwodzie kustanajskim, nad Tobołem. Około 129 tys. mieszkańców.

## Sport
- Gorniak Rudnyj – klub hokejowy
- Urodził się tu Iwan Dyczko – bokser, dwukrotny brązowy medalista olimpijski w wadze superciężkiej (Londyn 2012 i Rio de Janeiro 2016)